# 格羅夫城學院
格罗夫城学院（Grove City College，简称GCC ）是位于宾夕法尼亚州格罗夫城的一所私立、保守的基督教文理学院  。 该学院成立于 1876 年，最初是一所师范学校，强调人文核心课程，提供 60 个专业和 6 个职前课程，设有文科、理科、商科、教育学、工程学和音乐等本科学位。  该学院一直是正式的无宗派学院，但在最初的几十年里，其学生和教职员工主要由长老会成员组成，以至于它有时被描述为具有事实上的长老会隶属关系；近几十年来，它与长老会已无隶属关系。 

## 历史

### 创立
该校由艾萨克·C·凯特勒（Isaac C. Ketler）于 1876 年创立 ，最初名为松林师范学院（Pine Grove Normal Academy） 。该校第一年有 26 名学生。 1884 年，格罗夫城松林师范学院的董事会修改了学院章程，将其名称改为格罗夫城学院。 根据章程，学院的大门向符合条件的学生敞开，“不考虑宗教或信仰”。艾萨克·凯特勒担任校长直至 1913 年。 
格罗夫城还得到了太阳石油公司创始人约瑟夫·牛顿·皮尤的支持。皮尤和凯特勒的儿子韦尔·C·凯特勒和约翰·霍华德·皮尤后来分别成为格罗夫城学校校长和校董会主席。   1925年夏天， J.格雷沙姆·马钦（J. Gresham Machen）发表了一些演讲，这些演讲成为了他写《信仰是什么？》一书的基础

### 第二次世界大战
第二次世界大战爆发后，格罗夫城学院成为美国海军选定的六所参与特殊电子训练计划(ETP) 的学校之一。从 1942 年 3 月开始，每个月都会有一批由 100 名海军和海军陆战队学生组成的新队伍来到这里，进行为期三个月、每天 14 小时的集中电气工程学习。 ETP 的录取要求通过Eddy 考试，这是战争年代最严格的资格考试之一。 拉塞尔·P·史密斯 (Russell P. Smith) 教授是该项目的教学主任。到 1943 年秋天，学生中只剩下 81 名平民男性；因此，约 300 名军人的存在为学院的维持做出了巨大贡献。格罗夫城的培训一直持续到 1945 年 4 月；图书馆记录显示，共有 49 个班级毕业，共有 3,759 人。  

### 最高法院案件
在校长查尔斯·麦肯齐 (Charles S. MacKenzie) 的领导下，该学院于 1984 年成为具有里程碑意义的美国最高法院案件“格罗夫城学院诉贝尔 (Grove City College v. Bell)”的原告-上诉方。这项裁决是在学校拒绝签署教育法修正案《第九条》七年后做出的，根据该修正案，整个学校都必须遵守所有联邦法规，甚至是尚未发布的法规。法院以 6 比 3 的投票结果裁定，学生接受联邦教育助学金符合《教育法修正案第九条》的监管要求，但将申请范围限制在学校的财政援助部门。
1988 年，新立法要求所有接受联邦资助的教育机构的每个部门都遵守《第九条修正案》的要求。作为回应，格罗夫城学院从 1988-1989 学年开始完全退出了佩尔助学金项目，并用自己的项目“学生自由基金”取代对学生的助学金。  1996 年 10 月，该学院退出斯塔福德贷款项目，通过与PNC 银行合作的项目为新生提供替代贷款。 
格罗夫城学院是少数几所不允许学生接受任何形式的联邦财政援助（包括助学金、贷款和奖学金）的学院之一（另外一所是希尔斯代尔学院，该学院在 1984 年上述案件之后也采取了同样的措施）。 

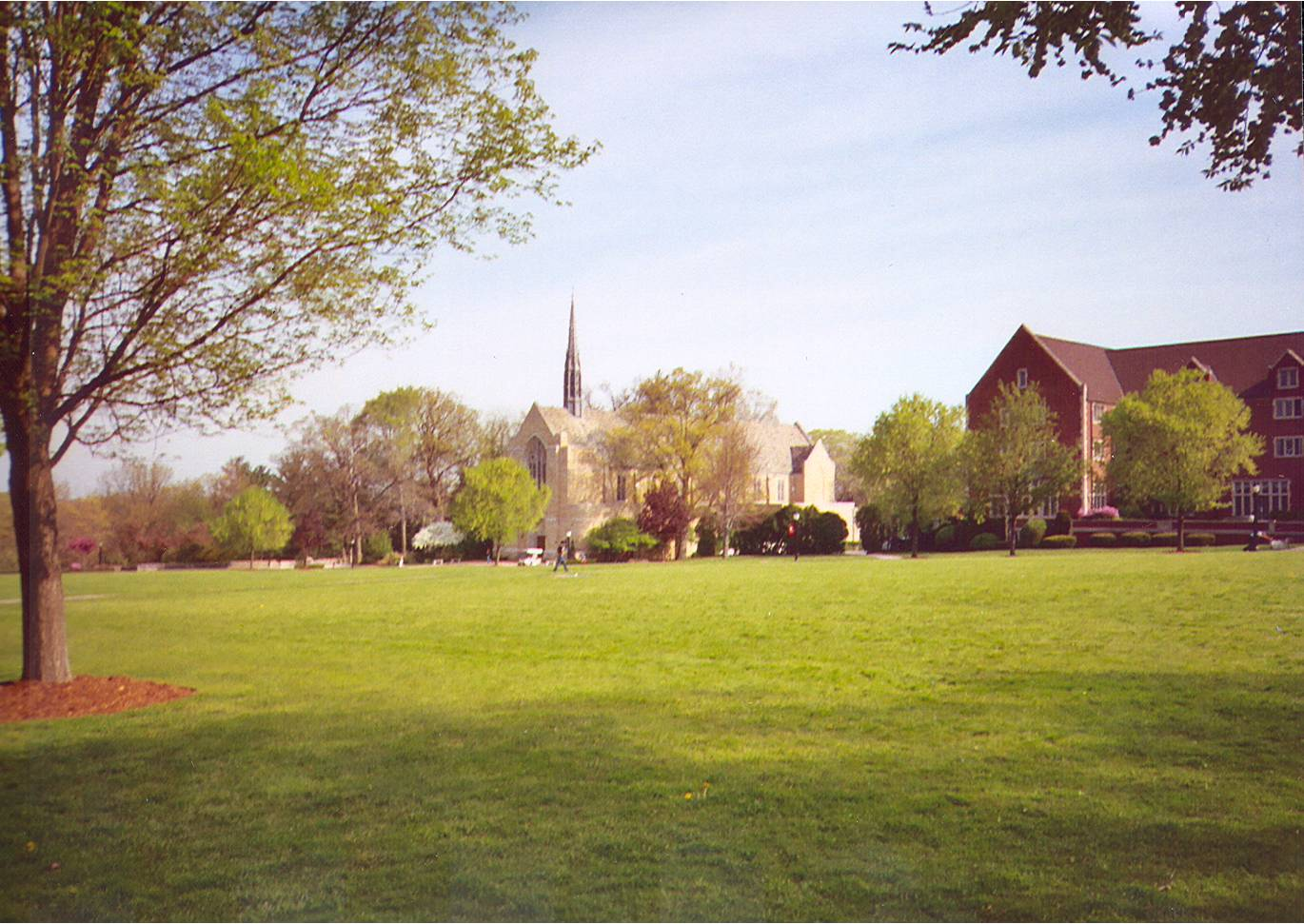
春季的格罗夫城学院中央草坪

### 近期历史
从 1963 年到 2016 年，美国大学教授协会因格罗夫城大学历史与政治学教授拉里·加拉被解雇而对其违反终身教授职位和学术自由的行为进行谴责。截至该期限结束时，格罗夫城大学的管理层在美国大学教授协会的谴责名单上呆的时间比名单上的其他任何大学都要长。格罗夫城美国大学教授协会调查委员会在其报告中得出结论：“格罗夫城大学教授被解雇缺乏正当程序，这引发了……根据现行行政惯例，对格罗夫城学院任何在职人员的学术安全产生怀疑。这些怀疑非常严重，我们不得不向整个学术界报告。” 2013 年，格罗夫城大学开始努力将自己从谴责名单中剔除。两年后，学校承认，按照现行程序，他们会以不同的方式处理加拉的案件。这导致美国大学教授协会在 2016 年的年度会议上解除了对该学校的制裁。    2015 年 10 月，学校向加拉道歉
2005 年，格罗夫城成立了保守派智库“愿景与价值观中心”年 4 月，该中心更名为“信仰与自由研究所”，称其“更清晰地符合该学院的历史价值观”。 
近年来，该学院开展了许多新建设项目，包括 2002 年扩建音乐和艺术中心、2003 年新建学术大楼、2004 年新建学生会/书店以及 2006 年新建公寓式住房。格罗夫城学生会大楼因其在砌体设计和施工方面的卓越表现，于 2005 年荣获国际砌体协会金抹刀大奖。   2011 年 2 月 9 日，格罗夫城学院宣布将动工建造一座科学、工程和数学大楼——这是“格罗夫城市事务：推进格罗夫学院运动”的关键组成部分，该运动筹集的资金达 9,000 万美元，是该学院历史上规模最大的筹资运动。耗资 3720 万美元的科学、工程和数学大楼旨在支持新的教学模式，特别是灵活的实验室和小组互动。 “这将有助于确保格罗夫城学院继续为学生在竞争日益激烈的劳动力市场中未来的职业生涯做好准备”，官员们表示。  STEM Hall 于 2013 年 8 月开放，为学习生物学、化学、物理学和计算机科学的学生提供实验室空间。  2021 年夏天，格罗夫城宣布将对校园的亨利布尔图书馆进行大规模翻新，增加教室空间、更新的学习区和咖啡厅。 
2008年2月，该学院从宾夕法尼亚州伊丁博罗大学购得了一座天文台，将用于天文学课程以及教师和学生的研究。该天文台的望远镜将远程操作，距离学院主校区超过60英里（97）之外。购买该物业、三栋建筑及其内部设备将为在校园内增设天文学辅修课程铺平道路。通过这个天文台，该学院的物理系计划与当地公立学校以及其他学院和大学合作开展教育和研究项目，并吸引那些寻求强大的物理课程和天文学课程的潜在学生。 

## 学术

### 认证
格罗夫城大学提供 55 个文科、理科和工程专业。 该学院获得了中部各州高等教育委员会的认可。 该学院的电气、计算机和机械工程课程均经美国工程技术认证委员会(ABET)认证。 最近，社会工作理学学士学位课程通过社会工作教育委员会提供的专业认证获得批准，成为认证候选课程。 2019 年，格罗夫城宣布与巴特勒郡社区学院建立新的合作伙伴关系，提供护理学理学学士学位。 

### 排名
格罗夫城学院在2023年《福布斯》顶尖大学榜单中位列498所大学中的第225名，在2024年《美国新闻与世界报道》排名中位列其所在地区41所大学中的第4名。

### 与智库的联系
尽管格罗夫城学院是一所小型文理学院，但该学院的教职员工和管理人员对美国各地智库的思想有着重大影响，特别是在涉及环境、教育、最低工资以及其他经济和保守问题方面。 格罗夫学院具有国际联系，成立于 1955 年，并且是国际个人自由协会 (ISIL) 自由网络的成员。
国家社区企业中心一个旨在为有效的社区和信仰组织提供培训和技术援助、将它们与支持来源联系起来、并评估它们的经验以制定公共政策来解决青少年暴力、药物滥用、青少年怀孕、无家可归、失业、教育水平低下和社区恶化等问题的组织，宣传在格罗夫城学院举办的活动。
孤山联盟是财产与环境研究中心的一部分，该中心自称是“美国历史最悠久、规模最大的致力于将市场原则应用于解决环境问题的原创研究的机构”。该联盟通过谢南戈公共政策研究所副总裁兼格罗夫城学院政治学副教授迈克尔·库尔特与格罗夫城有联系。
该学院还与路德维希·冯·米塞斯研究所有联系，该研究所是一个自由主义学术组织，从事经济学、哲学和政治经济学领域的研究和学术研究。米塞斯研究所的几位教员也是格罗夫城的教员。
格罗夫城还通过密歇根州麦基诺公共政策中心主席劳伦斯·W·（拉里）·里德与密歇根州建立了联系。 里德于 1975 年获得格罗夫城大学经济学学士学位。里德也是国家政策网络的前任主席。 
约翰·洛克基金会是北卡罗来纳州的一个自由市场智库，其学术顾问委员会支持约翰·威廉·波普高等教育政策中心，该中心是一个致力于改善北卡罗来纳州和美国高等教育的非营利机构，其成员包括乔治梅森大学约翰·奥林杰出经济学教授沃尔特·E·威廉姆斯、格罗夫城学院人文文学博士学位获得者，以及格罗夫城学院前校长约翰·摩尔，摩尔曾领导格罗夫城学院退出联邦学生贷款项目，从而彻底脱离了联邦政府的束缚。

### 学术
许多学生选择格罗夫城大学明确表示是因为它的基督教环境和传统的人文课程。为期三年的必修人文学科课程重点关注文明的开创性思想和世界观的起源、发展和含义。课程涵盖的内容包括宗教、哲学、科学史和哲学、文学、艺术和音乐。 格罗夫城学院因其对自由的坚守和对政府干预的最小化，被认为是美国最重要的教授奥地利经济学派思想的学院之一。 路德维希·冯·米塞斯1938 年后的个人文件保存在格罗夫城学院的档案中。 格罗夫城学院还主办奥地利学生学者会议。每年二月份，来自美国各地的学生都会提交关于经济思想史或奥地利学派当前发展的研究论文。 除了传统的商业课程外，格罗夫城学院 还提供创业学位和商业经济学学位。 

### 政策与环境
格罗夫城学院成立时是美国最早同时招收男女学生的高等院校之一。学校的男女比例为一比一，确保学生中大约有 50％ 是男性，50％ 是女性。 
格罗夫城学院对校园内饮酒行为采取严格的政策，初犯将被暂停一周的所有活动。法定年龄的学生可以在校外饮酒，只要他们回来时看起来不醉酒即可。学生组织必须同意对校内和校外的饮酒行为制定严格的政策，违反此规定的人将被吊销章程。 
2012 年，《普林斯顿评论》将格罗夫城学院列为美国第二大对 LGBT 最不友好的学校。  2013 年，格罗夫城学院在《普林斯顿评论》美国最不友好 LGBT 学校排名中位列第一。 截至 2016 年，他们排名第 9 位。 
通过拒绝接受联邦资金和所谓的第四章财政援助（来自1965 年《高等教育法》），格罗夫城无需遵守各种联邦指导方针，这些指导方针包括：（i）防止基于性别的歧视和许多其他形式的歧视（例如， 1972 年《教育修正案》第九章）；（ii）规范对性虐待指控的调查；（iii）要求收集和共享有关校园犯罪的信息（《克莱里法案》）；以及（iv）制定纪律处分标准（《校园性暴力消除法案》）。 

### 宗教设施
格罗夫城学院一直以来都是正式的非宗派学院，但在其最初的几十年里与长老会有着事实上的联系；如今，它不再隶属于某个特定的基督教教派。圣经与宗教研究系由来自不同教派背景的改革派教授组成。学生每学期必须参加一定数量的教堂礼拜。在新冠肺炎疫情期间也是如此。 
哈比森教堂长期以来一直是校园内提供基督教服务的场所。 2012 年，拉斯伯恩大厅建成，用作教堂工作人员的办公场所、宗教团体的会议场所以及来访演讲者的休息区。 

## 团体和组织
GCC 拥有大约 150 个学生组织和活动。 

### 出版物和媒体
格罗夫城学院法律与公共政策杂志- 该法律杂志创刊于 2009 年，由学生编辑撰写并经过同行评审。该杂志每年出版一次，接受学生和学者的投稿，涉及政治理论、法学和奥地利经济学等一系列主题。 该期刊分发给42个州和3个国家的1,500多名支持者。 “ 印刷由格罗夫城学院印刷服务办公室完成，复印免费。格罗夫城学院是五所出版法律期刊的本科院校之一。
桥梁——大学年鉴。
《校园人报》 -校园报纸，因赢得多项写作奖项而闻名。
Cogitare——一份由学生经营的杂志，与ISI有关。
The Quad——一本刊登学生散文和诗歌的文学杂志。

### WSAJ 广播电台
1,600 瓦 FM 信号覆盖 30 宾夕法尼亚州西部半径 100 英里。该电台播放美术节目、大学橄榄球和篮球比赛。它还播放社区活动和高中体育赛事。在学校上课的晚间，学生们举办表演。

### 兄弟会、姐妹会和住房团体
兄弟会和姐妹会都住在校园内预先选定的高年级学生宿舍里。格罗夫城的兄弟会和姐妹会都是地方性的，不隶属于任何全国性的希腊伞式组织。 

## 竞技

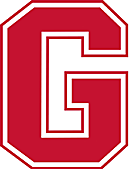
官方田径标志。

格罗夫城已经拥有运动队超过一个世纪。 1906年，他们成为IAAUS（NCAA的前身）的39个创始成员之一。 
格罗夫城学院，在运动上被称为狼獾队，参加NCAA 三级总统运动大会(PAC)。在校队层面，格罗夫城学院拥有男子和女子足球、篮球、越野、高尔夫、足球、啦啦队、游泳、网球和田径队。长曲棍球、棒球、橄榄球和足球是仅对男子开放的校队运动，而垒球和水球是仅对女子开放的校队运动。
格罗夫城还为男性和女性提供多种俱乐部运动，包括但不限于男子极限飞盘、排球以及女子曲棍球、长曲棍球和橄榄球。这些队伍都非常成功，最著名的是男子俱乐部排球队，过去两年都进入全国前十名，男子长曲棍球队在2015年进入全国前十名，男子和女子橄榄球队都在全国小型学院橄榄球组织的排名中进入全国前十名。男子排球将于 2024-25 年升格为校队。 
男子校内运动项目有：篮球、保龄球、躲避球、足球、橄榄球、垒球、乒乓球、网球、极限飞盘和排球。女子项目有羽毛球、篮球、保龄球、腰旗橄榄球、室内足球、踢球、壁球、极限飞盘和排球。

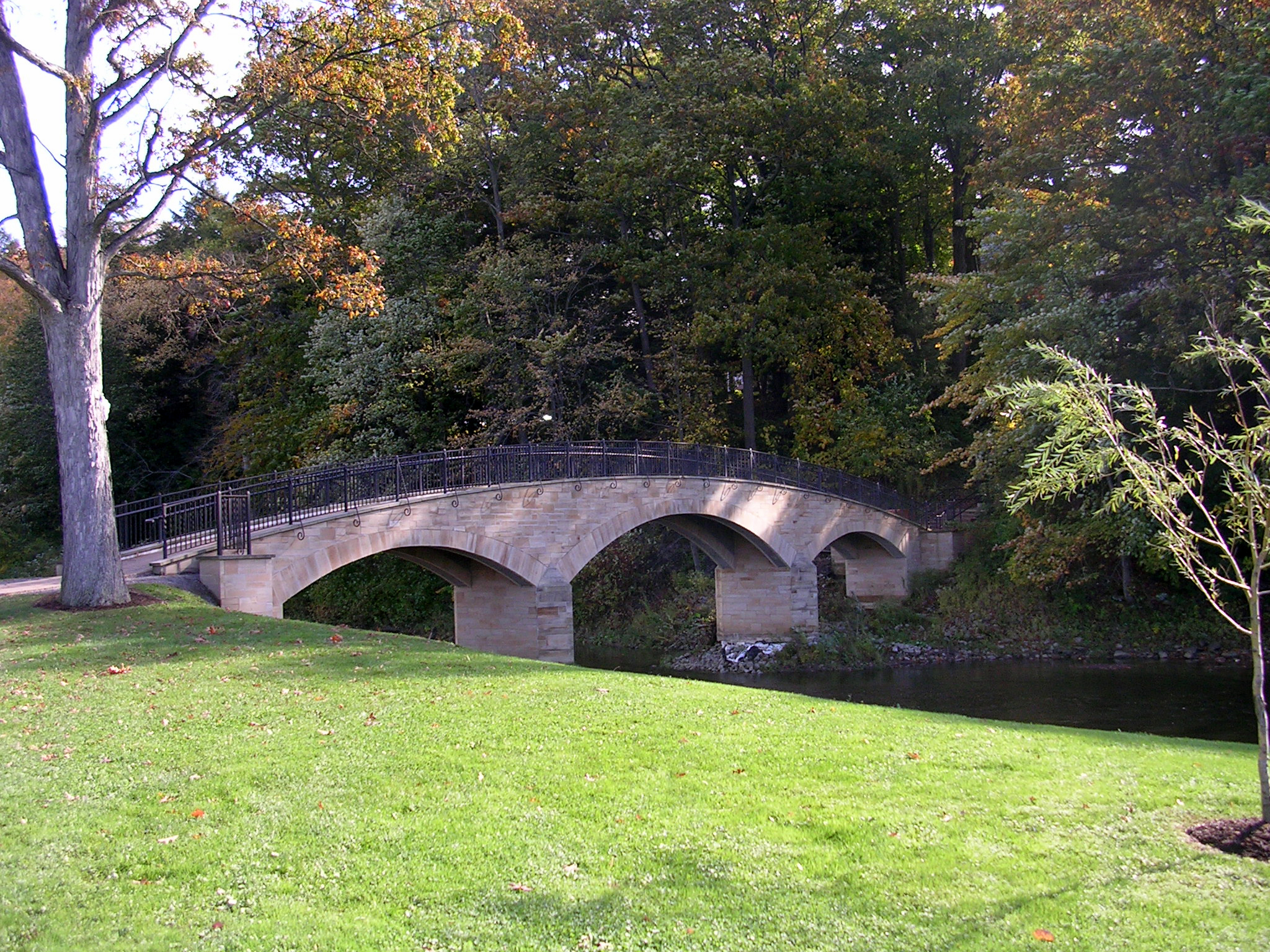
彩虹桥横跨狼溪，连接上校区和下校区。

## 人物

### 著名校友
- c Beall – 分析哲学家、逻辑学家和分析神学家，作家；担任圣母大学奥尼尔家族哲学讲座教授
- Peter Boettke – 乔治梅森大学经济学教授，奥地利经济学评论编辑
- Edward D. Breen – 杜邦公司董事长兼首席执行官
- Alejandro Chafuen – 作家，Atlas Network 总裁兼前首席执行官
- Larry Critchfield – 前美国橄榄球联盟球员
- Arthur Schwab – 美国联邦地方法院法官兼GCC兼职教授
- Jim Van Eerden – 创业家、品牌策略师、媒体制作人，Helixx Partners, LLC 联合创始人
- George Clark Southworth – 工程师和物理学家，帮助发现波导，IEEE荣誉奖（1963年）获得者
- R.J. Bowers – 美国橄榄球联盟球员，直到2007年10月为止的NCAA史上领先的冲锋队员
- Scott Bullock – Institute For Justice 高级律师兼创始成员
- Bill Deasy – 创作歌手，小说《Ransom Seaborn》作者（获得2006年最佳小说Needle奖），前Pittsburgh地区流行乐队'The Gathering Field'的主唱
- Burdette "Bob" Glenn – 职业棒球运动员兼公路工程师
- Scott Hahn – 作家，罗马天主教神学家和辩护者；弗朗西斯肯大学神学教授
- Matt Kibbe – FreedomWorks 前总裁兼首席执行官
- Mose Lantz – 前美国橄榄球联盟球员
- Brian Leftow – 神学家和分析哲学家；牛洛斯宗教哲学讲座教授，牛洛斯学院，牛洛斯大学；《Time and Eternity》（1991年）作者
- Paul McNulty– 现任校长，前美国司法部副部长
- Gary Peters – 前MLB球员，效力波士顿红袜队和芝加哥白袜队，获得芝加哥白袜队百年团队荣誉
- Joseph Howard Pew– 太阳石油公司创始人兼前总裁
- David J. Porter – 美国第三巡回上诉法院法官
- Nicholas Ranjan，美国宾夕法尼亚西区地方法院地方法官
- Lawrence Reed – Foundation for Economic Education（FEE）总裁
- Sean W. Rowe – 西北宾夕法尼亚主教教区主教
- Spike Shannon – 前职业棒球运动员，效力于圣路易斯红雀队、纽约巨人队和匹兹堡海盗队
- Frank Smith – MLB球员，绰号"Piano Mover"
- Frank Soday – 在合成纤维的替代用途开发中具有影响力的化学家
- Greg Urbas – 名人堂摔跤教练
- Harold Willis Dodds – 普林斯顿大学第15任校长

### 著名教授
- GK Beale – 改革神学家和作家
- T. David Gordon – 新约神学家和媒体生态学家
- 吉列尔莫·冈萨雷斯——天体物理学家，智能设计论支持者[59]
- 约书亚·F·德雷克(前) – 音乐家、赞美诗作者[60]
- 理查德·G·朱厄尔（Richard G. Jewell） ——格罗夫城学院前校长、Navigant Consulting Inc. 前匹兹堡董事。 [61]
- 保罗·肯戈尔– 作家，格罗夫城学院愿景与价值观中心执行主任[62]
- 保罗·麦克纳尔蒂– 格罗夫城学院校长、前美国司法部副部长
- 汉斯·森霍尔茨——经济学家，奥地利经济学派的支持者，路德维希·冯·米塞斯的学生[63]
- 沃伦·斯罗克莫顿– 心理学教授[64]
- 卡尔·特鲁曼– 改革宗神学家和历史学家
- 沃尔特·E·威廉姆斯[65] ——作家、教授、乔治梅森大学经济学系前主任
- 安杰洛·科德维拉– 政治学家、作家、美国参议院情报特别委员会成员
- James C. Conwell – 机械工程师、罗斯霍曼理工学院校长

### 历任校长
- 艾萨克·康拉德·凯特勒（1876–1913）
- 亚历山大·T·奥蒙德（1913–1915） [66]
- 韦尔·卡莱尔·凯特勒（1916–1956）
- 约翰·斯坦利·哈克（1956–1971）
- 查尔斯·谢拉德·麦肯齐（1971–1991）
- 杰瑞·H·康比（1991–1995）
- 约翰·H·摩尔（1996–2003）
- 理查德·G·朱厄尔 (Richard G. Jewell ) 法学博士 (2004–2014)
- 保罗·麦克纳尔蒂（2014 年至今）